# Estación del Parque
La estación del Parque, o simplemente Parque, fue la primera estación ferroviaria de la República Argentina como cabecera del Ferrocarril Oeste de Buenos Aires. Se mantuvo activa durante más de 27 años, hasta que se clausuró el tramo entre la estación y la siguiente parada debido al alto tránsito peatonal que existía en el trazado, que corría por el medio de la calle.

## Servicios

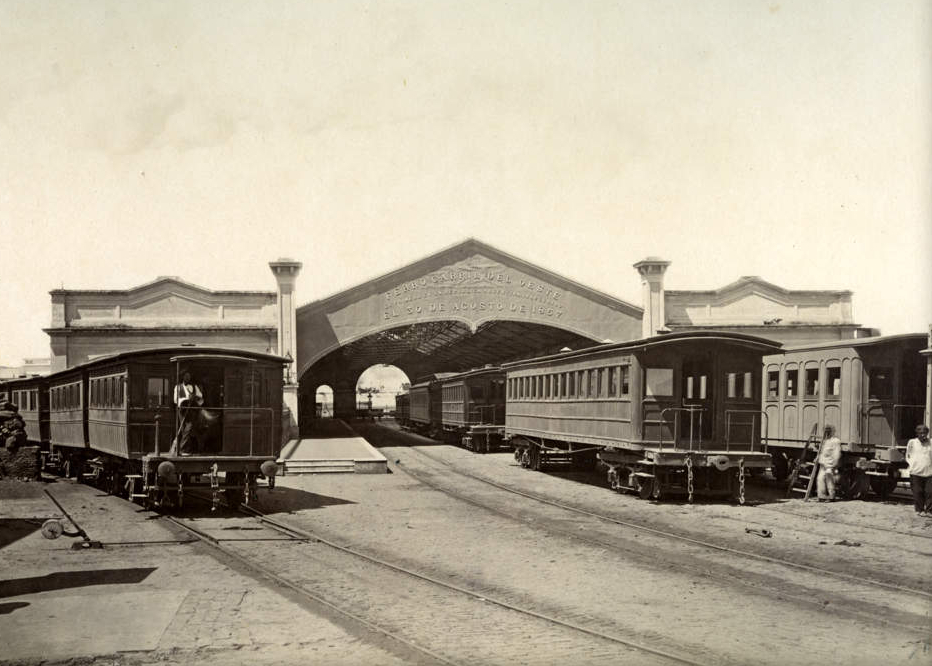
Panorama de la estación en plena hora de servicio

Desde esta estación partían los servicios del Ferrocarril Oeste con destino a Bragado y estaciones intermedias, y los servicios con reducidas detenciones hasta Lobos.
Partían y llegaban trenes de primera y segunda clase, tanto de día como de noche.

## Historia y Arquitectura

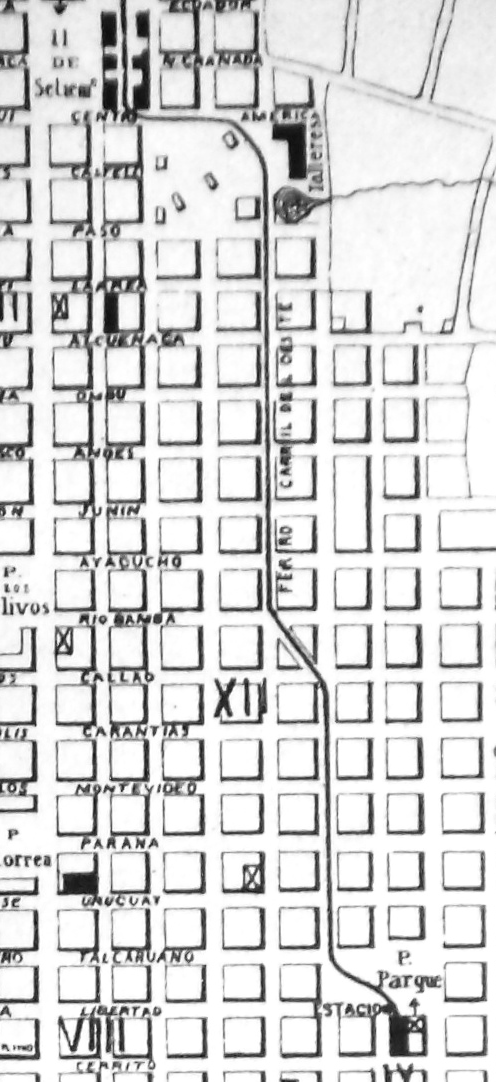
Mapa de Buenos Aires en 1870 donde se observa el trazado entre Parque y Once

En 1854, la provincia de Buenos Aires concesiona a la Sociedad Camino de Hierro de Buenos Aires al Oeste la construcción del primer ferrocarril del país, que debía partir de Buenos Aires hacia el oeste.
Luego de varias especulaciones, se decide emplazar la estación terminal frente a la Plaza del Parque (actualmente Plaza Lavalle), llamada así por estar ubicada frente al Parque de Artillería del Ejército. 
El edificio se emplazó en la parcela ubicada entre las calles Cerrito, Tucumán, Libertad y Viamonte. Siendo este una construcción de montaje en seco, de madera, con un cobertizo lateral. Se trataba de una zona poco transitada, que empezó a cobrar notoriedad precisamente con la llegada del ferrocarril.
Luego de varias pruebas a lo largo del año 1857, el 29 de agosto partió el tren inaugural desde la engalanada estación Parque, desde donde una multitud vio partir a la formación en la que viajaban, entre otros, Valentín Alsina, Bartolomé Mitre, Domingo F. Sarmiento y Dalmacio Vélez Sársfield. Luego de una parada en el pueblo de San José de Flores, el tren arribó a la estación terminal, Floresta.
Al día siguiente la estación fue habilitada al público, con dos frecuencias diarias en cada sentido, a las que se sumaba un servicio nocturno condicionado a la luz lunar. Había coches de pasajero de primera clase ($10) y de segunda o descubierta ($5). 
Desde entonces el ferrocarril no deja de expandirse, aumentando el tráfico de pasajeros y el uso de la estación.
Ya para 1872, la simple casilla fue reemplazada por una terminal de cabecera en estilo neorrenacentista italiano. El lenguaje formal evidenciaba el orden rigor y severidad caeacteristicos del primer momento del italianizante local, muy cercano al neoclasicismo del periodo anterior.
En el frente principal, un gran arco de medio punto coronado por un fronton jerarquizaba el acceso central al hall público, flanqueado por dos cuerpos con una sucesión de aberturas con arcos de medio punto, entre las que aparecen tímidos medallones. 
El resto de los elementos de estilo no eran menos austeros, solo los indispensables al orden compositivo general: algunos revoques almohadillados en bordes, enfatizando la importancia del sector central, cornisa y parapeto superior quebrado, a modo de frontis triangular en el centro de cada tramo lateral. 
En la fachada posterior, por donde accedian los trenes que llegaban desde plaza del parque, la fórmula se repetia aunque con la incorporación de la cubierta de la nave sobre andenes, compuesta por una serie de armaduras triangulares de hierro importadas, oculta por un tímpano de madera calada con una crestria superior e inferior. Los faldones de chapas de hierro acanaladas poseían generosas superficies vidriadas para iluminacion cenital. Sobre cada uno de los vértices de la cubierta a dos aguas se disponian los infaltables ornamentos metálicos, también importados. 
Las fachadas laterales estaban compuestas por una monótona sucesión de vanos con arcos de medio punto. 
El edificio tenía una planta en forma de U con hall al frente desde donde se accedia al ala correspondiente al andén de partida con la sala de espera, cafetería, oficina de encomiendas, bodegas y galpon de carga de equipaje pesado. O a la izquierda donde estaban las oficinas de administración, de ingenieros, de salida de encomiendas y egreso de pasajeros.
Al final de las vías, se encontraba una mesa giratoria que permitía pasar las locomotoras de un ramal a otro.

### Demolición
Hacia el año 1873 comienza a considerase la conveniencia de trasladar la cabecera del ferrocarril hacia Once de Septiembre, la primera estación luego de Parque, dada la fuerte urbanización que se había producido en el trayecto entre ambas. Las vías corrían por el medio calles céntricas, transitando incluso varias cuadras de la calle Corrientes.
En abril de 1878 la municipalidad decreta el traslado de la terminal hacia Once y la clausura del trazado hacia Parque. La empresa demora el traslado, que recién se hace efectivo el 1 de enero de 1883, cuando los trenes dejan de llegar hasta la estación fundacional.
Un año después, en junio de 1884, el edificio pasa a albergar las oficinas del Estado Mayor General del Ejército. 
El 13 de septiembre de 1886 el Concejo Deliberante de la ciudad autorizó la demolición del edificio para construir allí la nueva (y actual) sede del Teatro Colón, obra que comenzó en abril de 1890, el mismo año en el que se construyó el edificio definitivo de la estación Once de Septiembre.

## Características

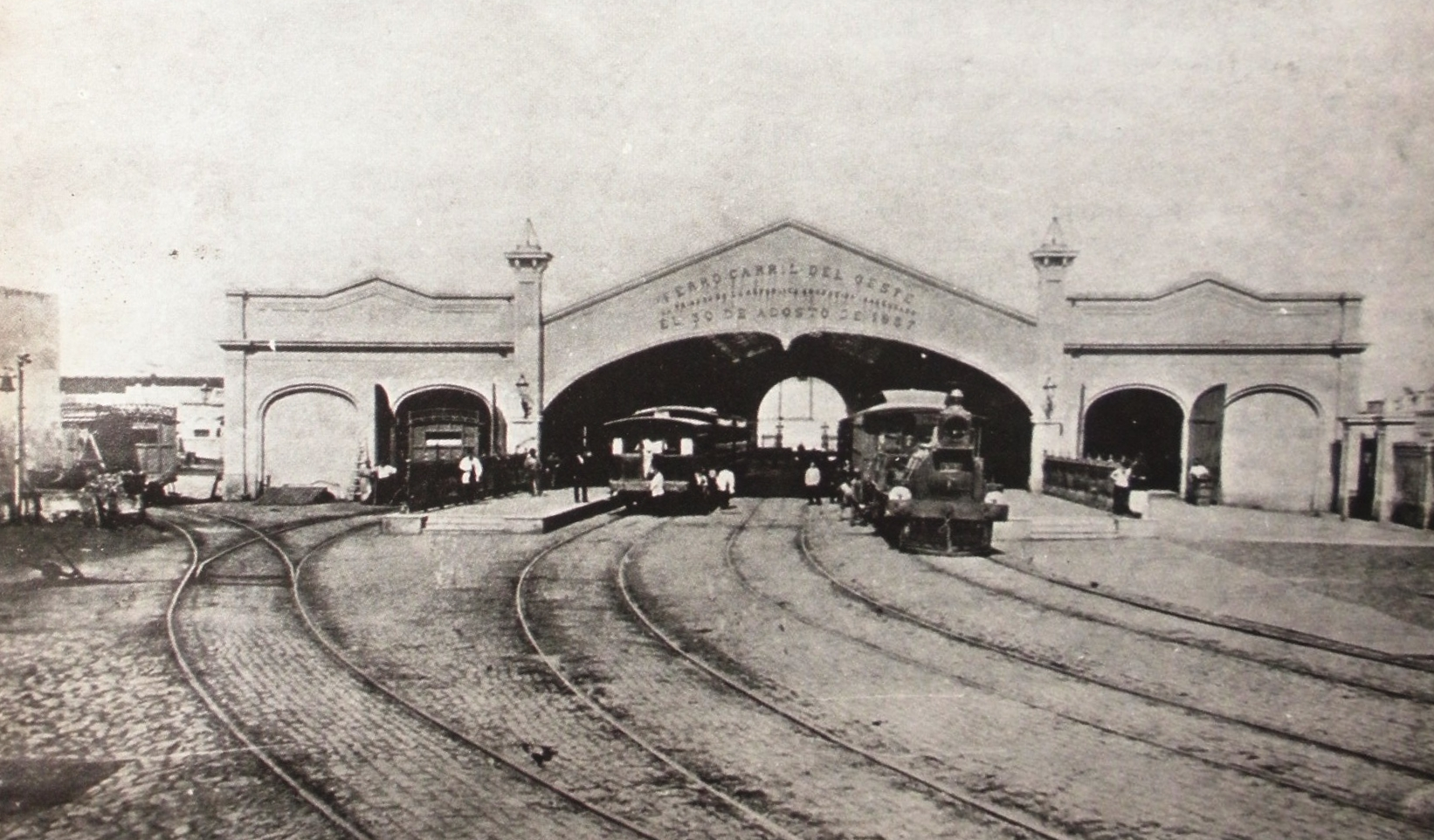
La fachada hacia las vías, donde se aprecian los portones y los desvíos de la estación

Se trataba de una estación con dos andenes laterales totalmente cubiertos dentro de una edificio angosto y alargado, de un solo piso. La entrada principal estaba sobre la calle Cerrito. Tres vías ingresaban a los andenes, dos de las cuales desembocaban en una mesa giratoria para locomotoras ubicada al final del tendido. 
Una cuarta vía se desprendía antes de llegar a la zona de pasajeros y se volvía a bifurcar en dos vías: una entraba a una cochera/taller ubicada en el otro extremo del andén norte, mientras que la otra desembocaba a un playón de cargas ubicado entre el edificio de la estación y la calle Viamonte. 
El edificio tenía, a cada costado de la entrada de trenes de pasajeros, un portón habilitado y una pared sellada en donde se podría instalar otro. Es decir, que potencialmente cabían cuatro vías adicionales a la de las tres de pasajeros. Sin embargo, solo se utilizó el portón ubicado al lado del andén norte para la cochera descrita anteriormente.

## Galería

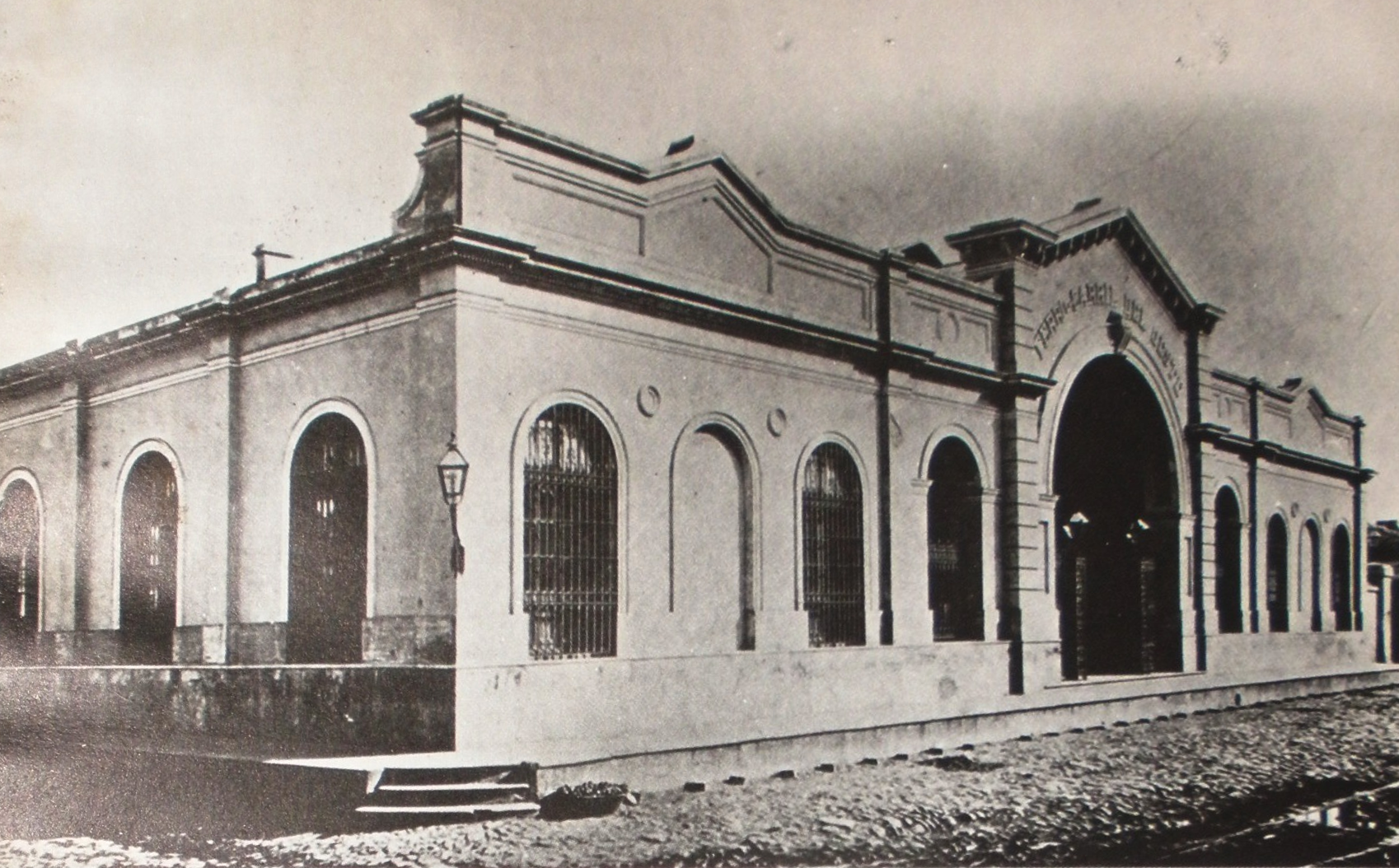
Fachada de la estación hacia la calle Cerrito
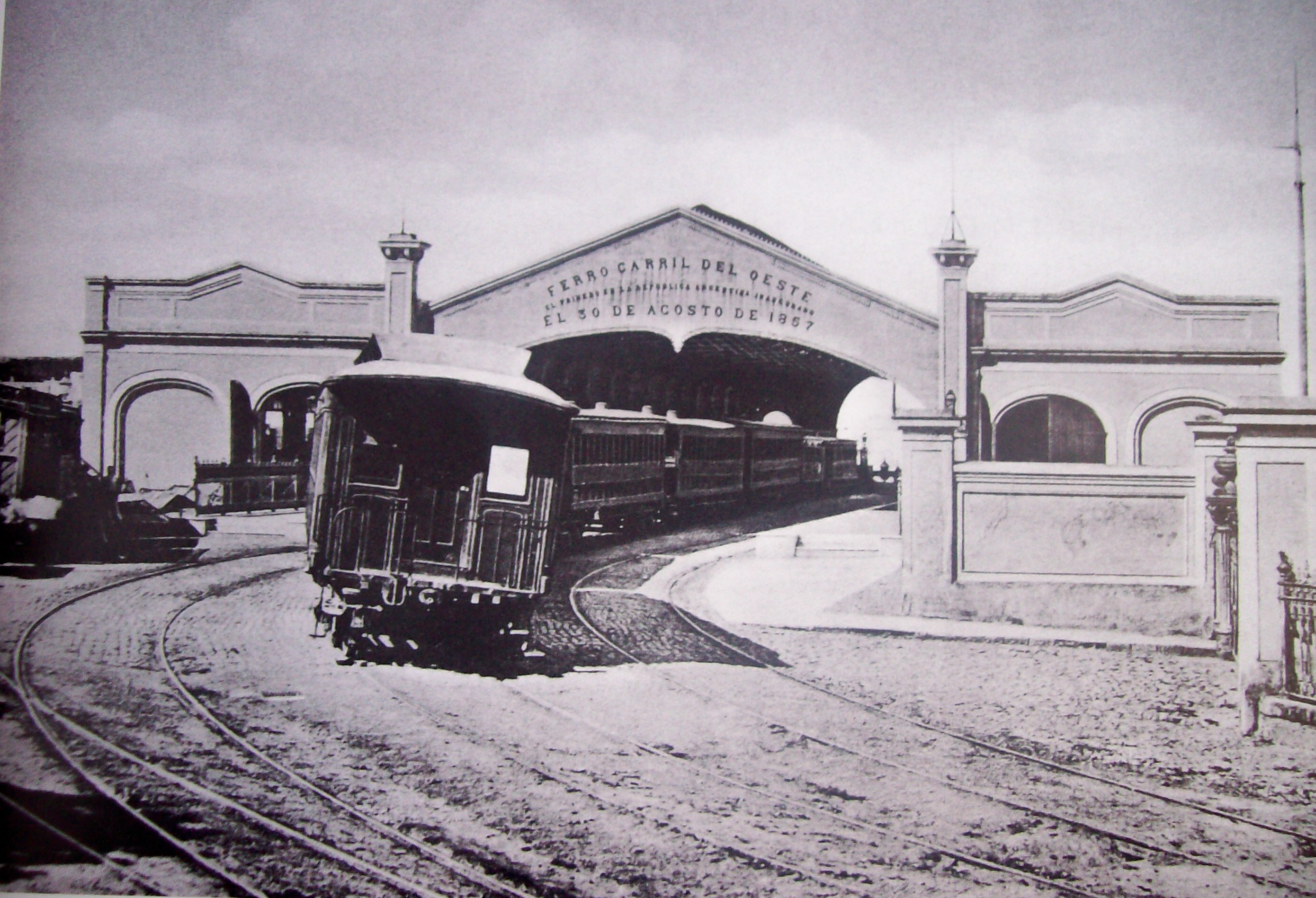
Formación ingresando por la vía central
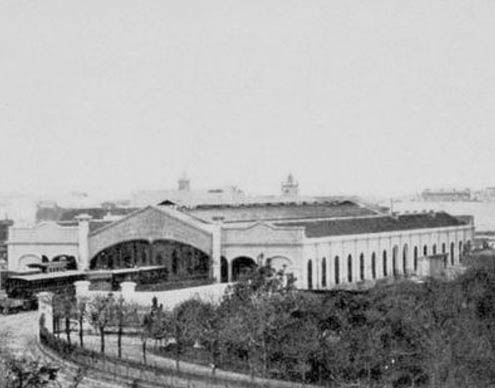
El arbolado entorno de la estación
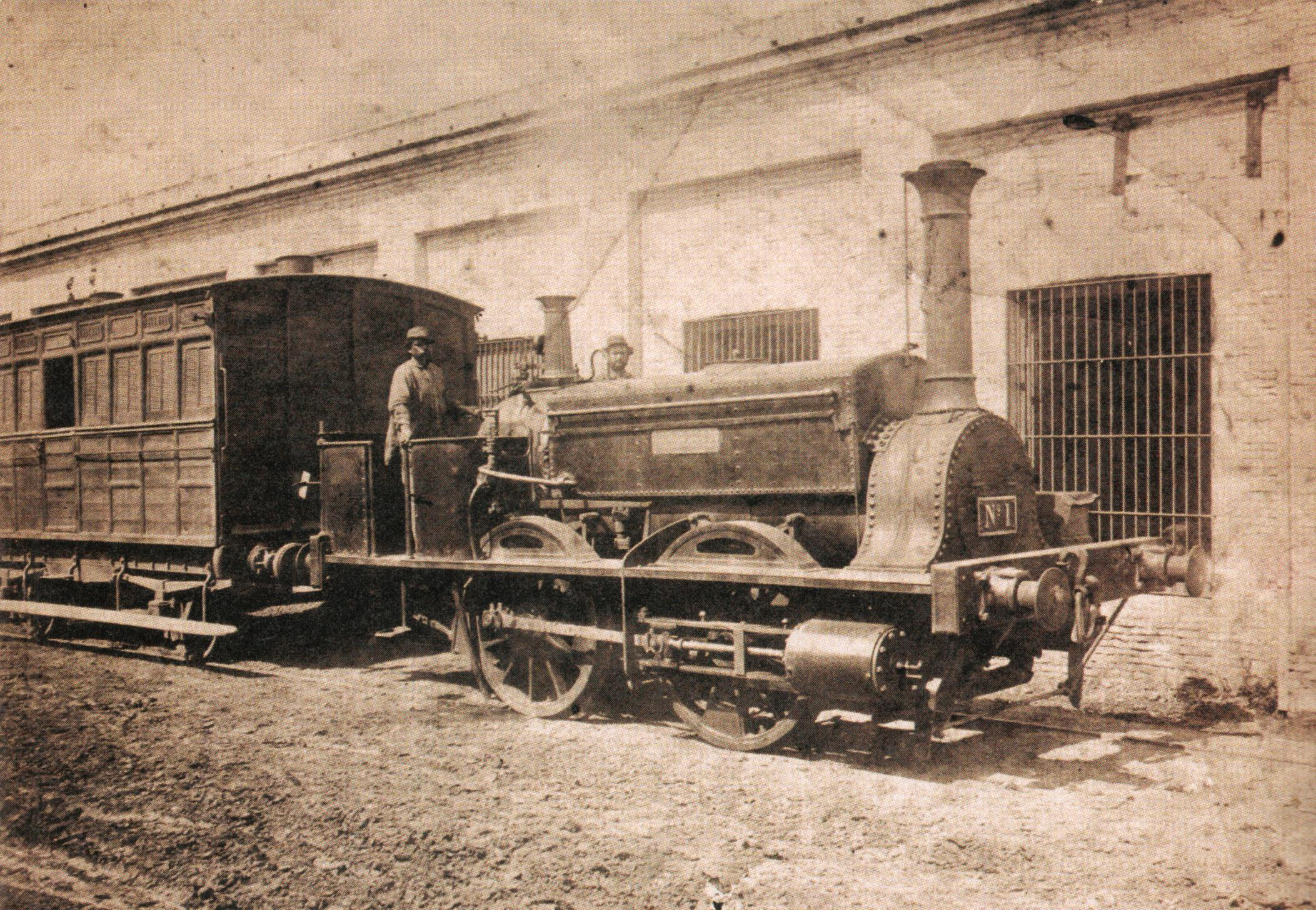
Una formación en inmediaciones de la estación
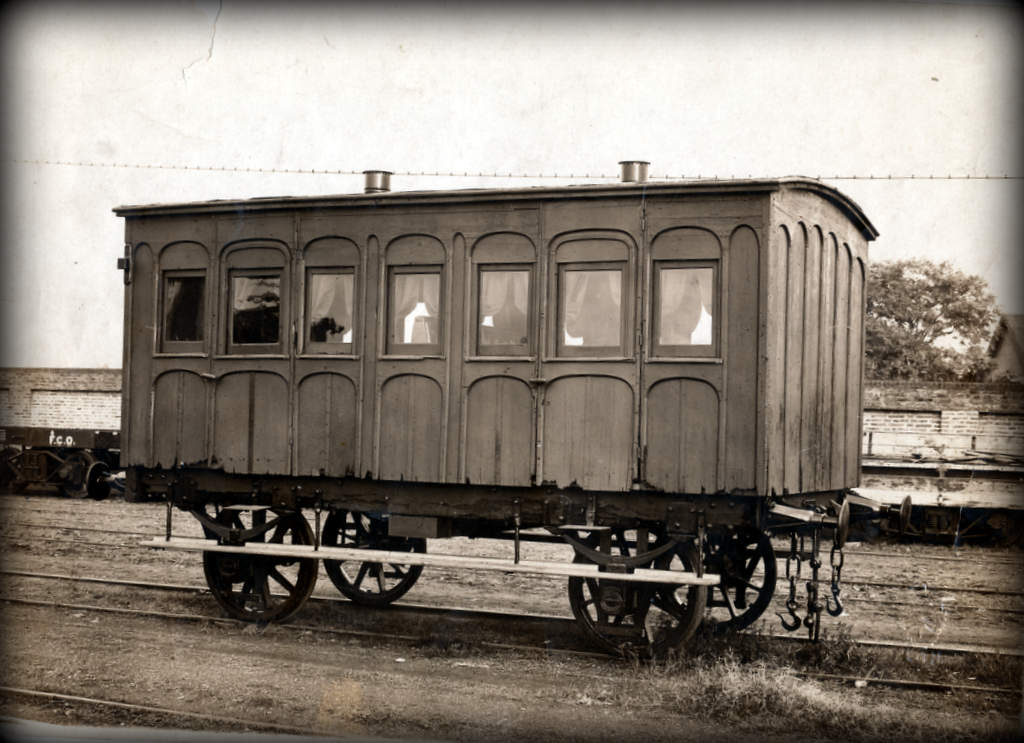
Típico coche de pasajeros utilizado